# Rifugio Guide del Cervino
Das Rifugio Guide del Cervino ist eine Schutzhütte in den Walliser Alpen. Sie liegt in einer Höhe von 3480 m s.l.m. zwischen dem Seitental Valtournenche im Aostatal und dem Plateau Rosa.
Sie gehört der 1865 gegründeten italienischen Società Guide del Cervino (frz. Société des guides du Cervin – Vereinigung der Bergführer am Matterhorn). Die Hütte wird ganzjährig von einem Pächter bewirtschaftet und hat 36 Betten (keine Massenlager).
Das Plateau Rosa ist von Breuil-Cervinia mit einer Seilbahn über die Station Testa Grigia beim Theodulpass erreichbar. Von Zermatt erreicht man das Plateau Rosa via Trockener Steg entweder mit der Luftseilbahn Klein Matterhorn oder mit dem Schlepplift Gandegg.

## Grenzstreit
Die Grenze zwischen Italien und der Schweiz ist am Standort der Hütte durch die Wasserscheide definiert. Diese hat sich durch das Abschmelzen von Schneemassen und Gletschern verändert (Globale Erwärmung). Nach Schweizer Ansicht stand die Hütte nun zu zwei Dritteln auf Schweizer Gebiet; Italien bestritt dies. Die Grenzkommissionen beider Länder verhandelten den Fall. Ein Kompromiss verändert den Grenzverlauf so, dass die Hütte auch weiterhin vollständig auf italienischem Staatsgebiet steht. Der Schweizer Bundesrat hat die Unterzeichnung des Grenzbereinigungsabkommens genehmigt, nach der Unterzeichnung durch beide Parteien wird das Abkommen veröffentlicht und die Grenzberichtigung umgesetzt.

## Aufstieg
Die Schutzhütte kann binnen 4½ Stunden von Breuil-Cervinia erreicht werden.

## Tourenmöglichkeiten

### Übergänge
- Übergang zur Schutzhütte Rifugio Ottorino Mezzalama (3004 m).
- Übergang zur Schutzhütte Rifugio Guide della Val d’Ayas (3425 m).
- Übergang zur Theodulhütte (3327 m).
- Übergang zur Gandegghütte (3030 m).
- Übergang zur Monte-Rosa-Hütte (2795 m).
- Übergang zur Biwakschachtel Bivacco Rossi e Volante (3750 m) am Rocce Nere.

### Gipfeltouren
Folgende Gipfel können von der Hütte erreicht werden:
- Klein Matterhorn (3820 m)